# Comté de Clayton (Géorgie)
Pour les articles homonymes, voir Comté de Clayton.
Le comté de Clayton est l'un des comtés de l'État de Géorgie. Le chef-lieu du comté se situe à Jonesboro.

## Démographie
| 1860  | 1870  | 1880  | 1890  | 1900  | 1910   |
| ----- | ----- | ----- | ----- | ----- | ------ |
| 4 466 | 5 477 | 8 027 | 8 295 | 9 598 | 10 453 |

| 1920   | 1930   | 1940   | 1950   | 1960   | 1970   |
| ------ | ------ | ------ | ------ | ------ | ------ |
| 11 159 | 10 260 | 11 655 | 22 872 | 46 365 | 98 043 |

| 1980    | 1990    | 2000    | 2010    | 2020    | - |
| ------- | ------- | ------- | ------- | ------- | - |
| 150 357 | 182 052 | 236 517 | 259 424 | 297 595 | - |